# Ek Balam

Lage von Ek Balam im nordöstlichen Yucatán

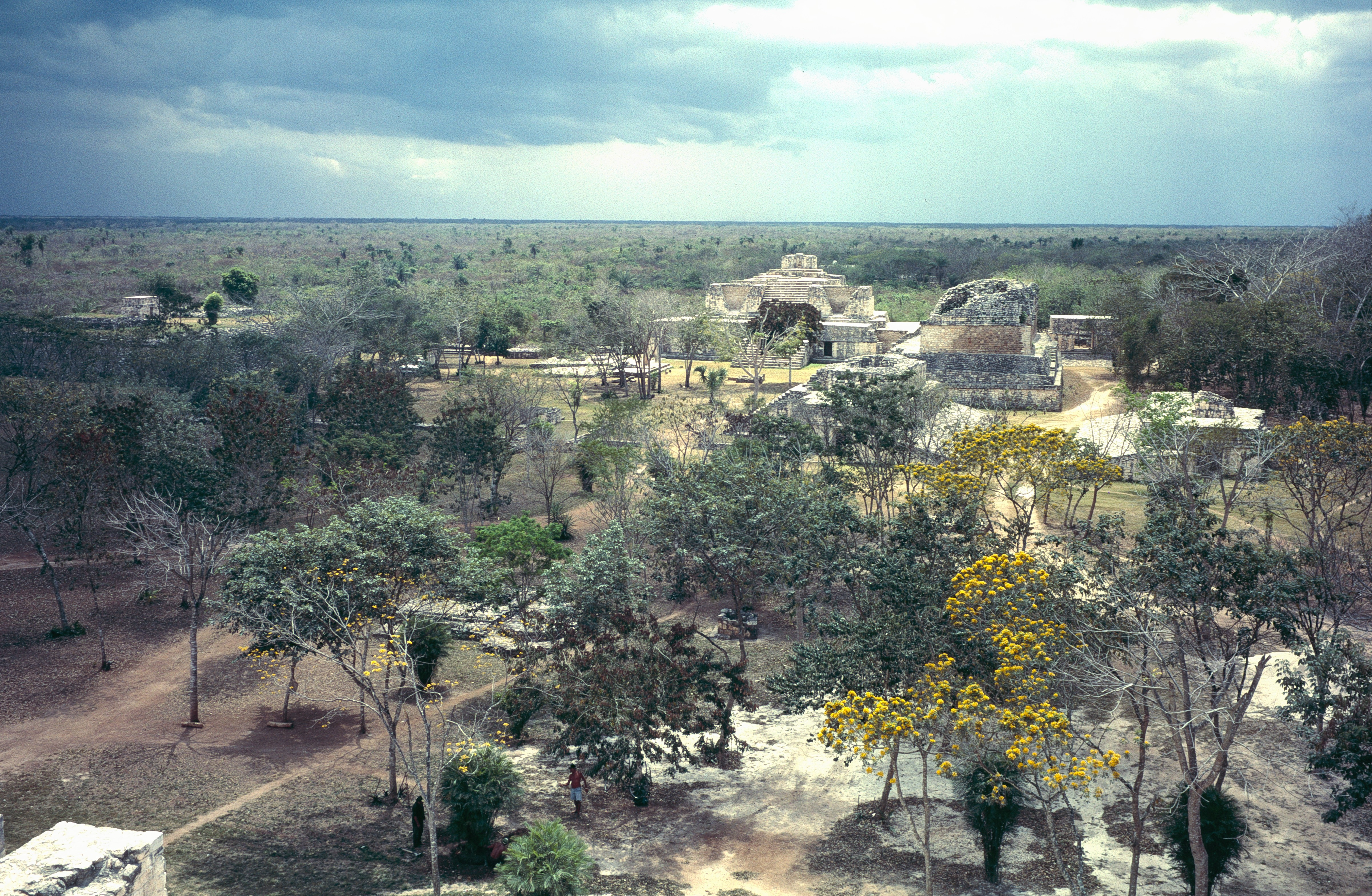
Blick auf Ek Balam von der Akropolis

Ek Balam ist ein ehemaliges Zentrum der mesoamerikanischen Kultur der Maya auf der Halbinsel Yucatán in Mexiko. Die Ruinenstadt befindet sich im Urwald, 30 km nördlich von Valladolid und 170 km entfernt von der Küstenstadt Cancún.
Der Name Ek Balam ist Mayathan (yukatekisches Maya) und bedeutet übersetzt „Schwarzer Jaguar“. Je nach Aussprache kann Ek auch „Stern“ bedeuten. Nach den jüngsten Ausgrabungen wurden im Gebäude 1 sternenartige Malereien entdeckt, die ebenso eine Übersetzung „Stern-Jaguar“ rechtfertigen.

## Geschichte

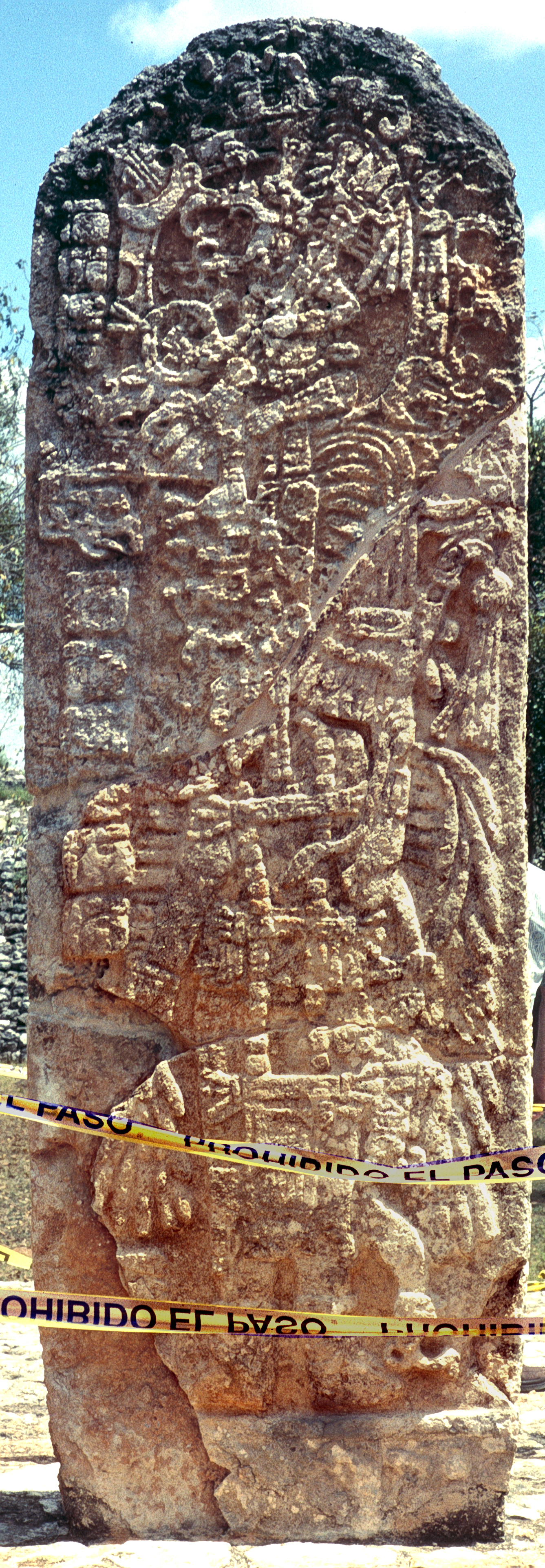
Stele 1

Der frühesten Spuren der Siedlung reichen bis in die Zeit zwischen etwa 100 und 300 n. Chr. zurück. Ihre Blütezeit erlebte sie in den Jahren 700 bis 1000. Etwa ab dem Jahr 1200 dürfte der Abstieg des Kultzentrums begonnen haben.
Die früheste Nachricht über Ek Balam findet sich in einer Relación Geográfica, einer spanischen Erhebung aus dem späten 16. Jahrhundert, dort werden auch die Bauten kurz beschrieben. Nach den in diesem Dokument enthaltenen Aussagen der Einheimischen gehörte die Stadt zu einem Reich namens Talol. Der Gründer der Stadt hieß entweder Ek’ Balam oder Coch Cal Balam. Von ihm wird gesagt, dass er mit einer großen Zahl Menschen aus dem Osten gekommen sei und bis zu seiner Ermordung 40 Jahre lang geherrscht habe. Mit seinem Nachfolger Heblaychac ging auch seine Herrscherdynastie zu Ende.
Nach den Inschriftentexten war ein wichtiger Herrscher Ukit Kan Lek Tok, der zwischen 770 und 801 im Amt war. Er erbaute das Gebäude 1 (oder Teile davon), in dessen viertem Niveau hinter dem Schlangenmaulportal seine sterblichen Reste gefunden wurden. Von ihm gibt es eine Miniaturdarstellung, die ein stark deformiertes Gesicht zeigt. Osteologische Untersuchungen seines Schädels konnten nachweisen, dass die Gesichtsdeformation auf mehrere tiefgreifende Infektionen des Gebisses zurückzuführen ist, die zu einer Höhenverringerung der rechten Seite des Oberkiefers und vielleicht auch zum Bruch des Unterkiefers geführt haben.
Die Region wurde dann in der Postklassik von den Cupul, nach denen fortan auch die gleichnamige Jurisdiktion hieß, beherrscht. Einer der letzten Herrscher vor der Reconquista war Nomon Cupul. Noch nach der spanischen Eroberung Yucatáns war Ek Balam bewohnt. Im Jahr 1579 wurde der Ort kurzzeitig entvölkert, später jedoch wurde Juan Cupul als Gouverneur einer kleinen Siedlung in Ek Balam eingesetzt. Die Reste einer offenen Kapelle aus dieser Zeit sind heute noch vorhanden.

### Forschungsgeschichte
Zu den frühesten Besuchern von Ek Balam zählt im Jahre 1882 Désiré Charnay, der auch einige Fotografien aufnahm. 1984 wurde damit begonnen, die Mayastätte gezielt zu untersuchen und zu vermessen. George Bey und William Ringle begannen 1993 mit archäologischen Ausgrabungen. Seit 1997 wurden durch Leticia Vargas de la Peña und Victor R. Castillo Borges vom INAH groß angelegte Rekonstruktionen, unter anderem der der Akropolis durchführt.

## Areal
Das von einem doppelten Mauerring umschlossene Zentrum von Ek Balam ist ungefähr 1,25 km² groß. Außerhalb der Mauern erstreckt sich die Siedlung auf einer Fläche von knapp 12 km². Durch den äußeren Mauerring führen mehrere Durchgänge, von denen fünf Sacbés ausgehen: die längeren ziemlich genau nach den Haupt-Himmelsrichtungen, der kürzeste nach Südsüdwesten.

## Wichtige Bauten
Um den nördlichen Hof sind drei überaus gewaltige Bauten angeordnet.

### Akropolis

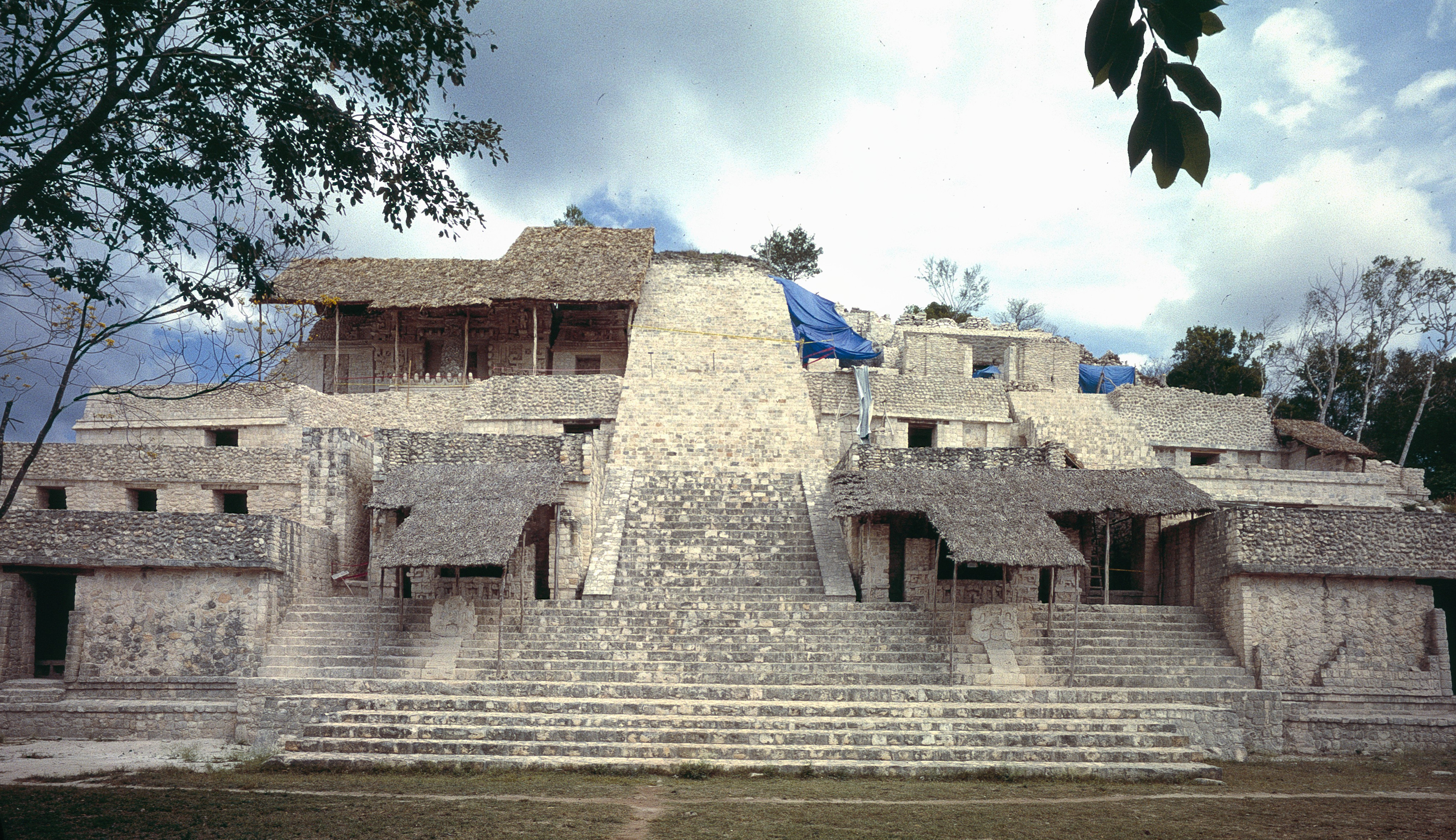
Gebäude 1, Akropolis, Südseite

Ek Balam wird dominiert von dem heute meist Akropolis genannten Gebäude Nr. 1, dessen alter Name in Inschriften als Sac Xoc Naj (Weißes Haus des Lernens) angegeben wird. Es handelt sich zweifellos um das größte erhaltene Gebäude der Maya-Kultur im Norden der Halbinsel Yucatán. Das Gebäude nimmt eine rechteckige Fläche von 160 m Länge und rund 70 m Breite ein. Der höchste Bauteil ragt noch heute 31 m über das Gelände, war ursprünglich aber rund 6 m höher.

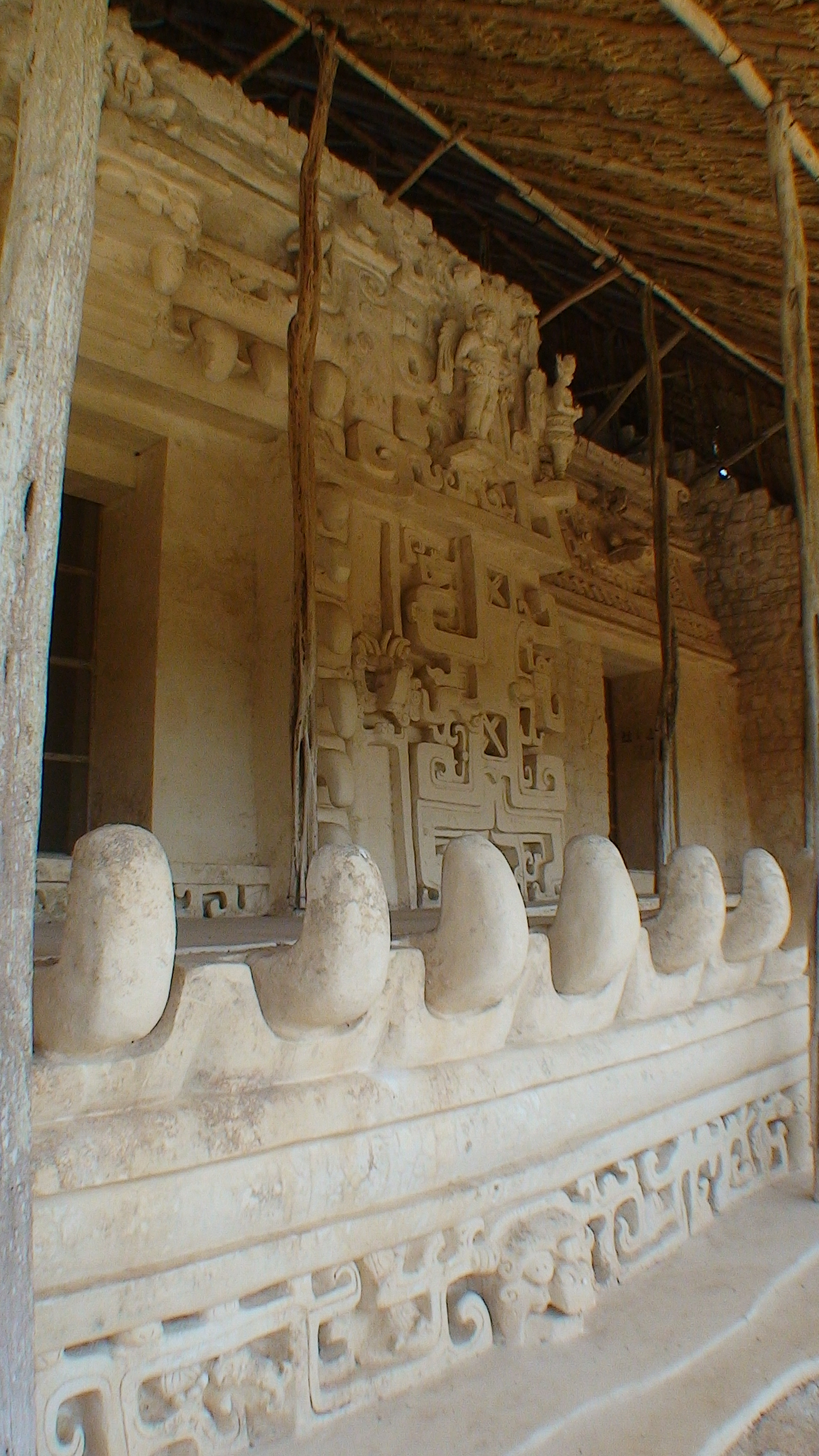
Gebäude 1, Schlangenmauleingang

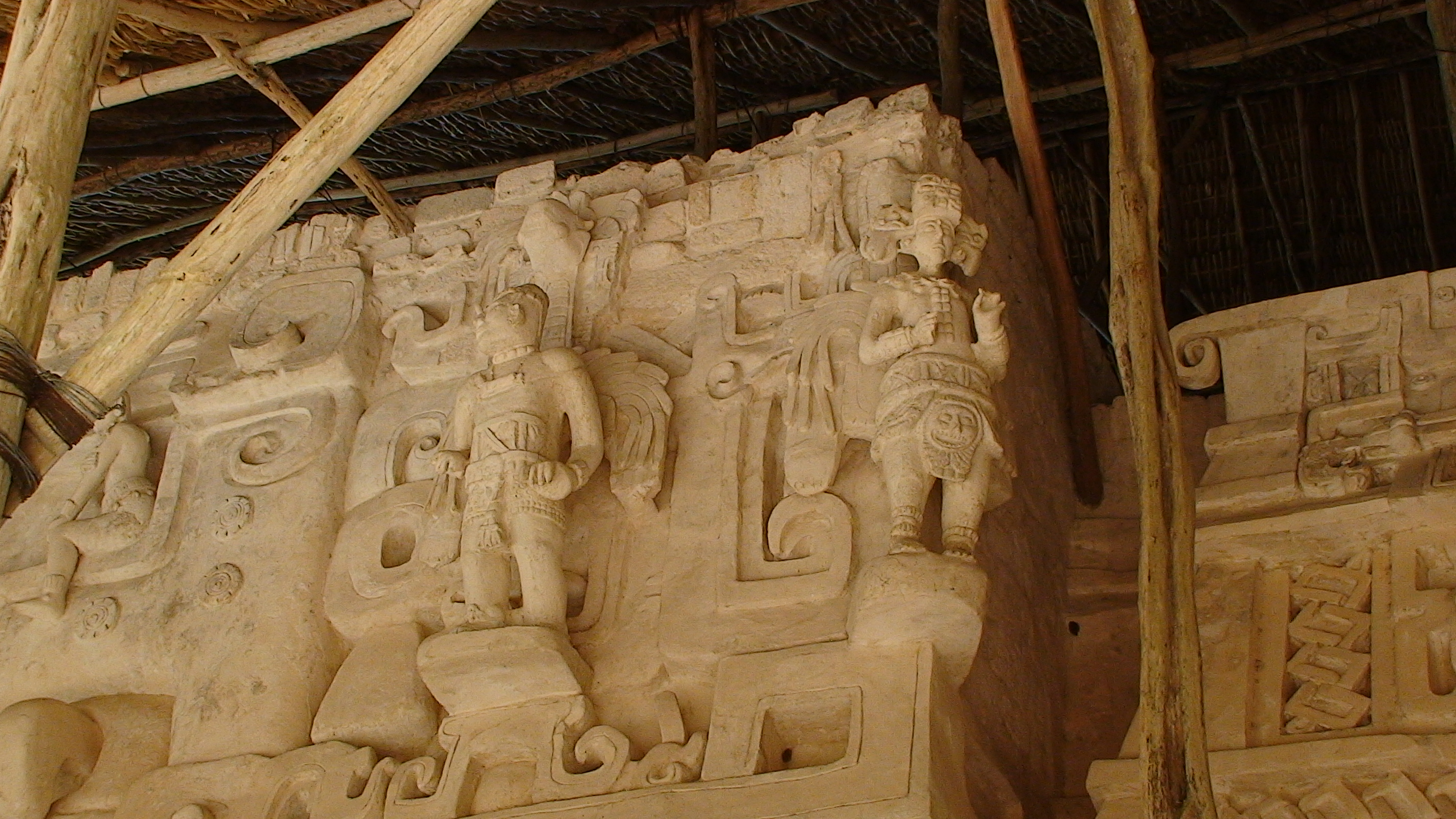
Gebäude 1, Figuren am Schlangenmauleingang

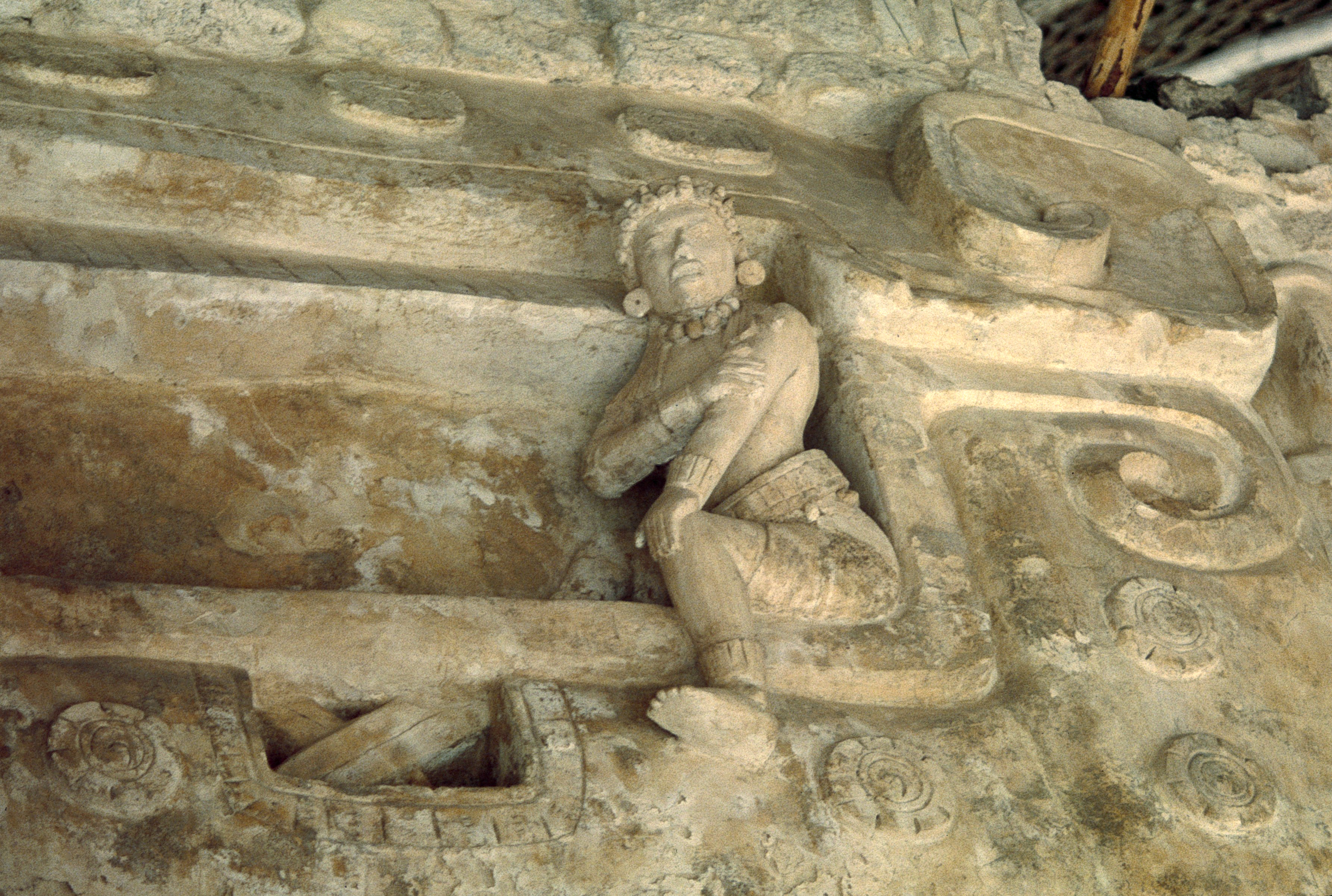
Gebäude 1, Genre-artige Figur am Schlangenmauleingang

Das Gebäude weist 6 Stockwerke auf und umfasst nach dem gegenwärtigen Grabungsstand mindestens 72 Räume. Die Hauptfassade liegt im Süden, in der Mitte verläuft eine mehrfach unterbrochene Treppe bis zum nur noch in kleineren Resten erhaltenen höchsten Stockwerk, das nur aus einem Raum bestand. Das unterste Stockwerk über einem Sockel besteht aus zwei gleichartigen Reihen von jeweils 5 Räumen. Die Fassade war völlig mit Flachreliefs auf den Verkleidungssteinen bedeckt, die aber nur zum kleinsten Teil in situ aufgefunden wurden und deshalb bisher nicht rekonstruiert wurden. Auf halber Höhe zu beiden Seiten der Treppe liegt je ein Raum, dessen Eingang durch ein nur in den untersten Teilen erhaltenes Stuckrelief, vermutlich ein Schlangenmaul-Tor, hervorgehoben war. Der Zugang erfolgte über die bis dorthin auf mehr als das dreifach verbreiterten Zentraltreppe. Unmittelbar vor den Eingängen ist auf der Treppe ein in Stuck ausgeführtes Schlangengesicht zu sehen, dessen mehrere Treppenstufen weit hinabreichende Zunge eine Inschrift enthält, die sich auf die Einweihung des Gebäudes der Treppe durch den Herrscher bezieht, der den gesamten Bau ausführen ließ, Ukit Kan Le’k Tok’. Der Eingang zu den beiden Räumen wurde rekonstruiert.
Auf dem zweiten Niveau verläuft, an drei Seiten um das ganze Gebäude herum, eine lange Kette von Räumen. In einigen Unterbrechungen führen schmale Treppen auf das Dachniveau dieser Räume hinauf, das zwei die gesamte Tiefe des Gebäudes und jeweils ein Drittel seiner Breite einnehmende Höfe bildet. Bisher ist nur der Hof auf der westlichen Seite des Gebäudes voll ausgegraben. An seinem äußeren Rand liegt eine nur in den Grundmauern erhaltenen Reihe von Räumen, die ihn nach Westen und Norden abschließt. An der Nordseite führt eine breite Treppe zu einem weiteren Niveau hinauf, das stark zerstört ist. Auf der Fläche des Hofes fällt eine große, kreisrunde, ungefähr 2 m tiefe ausgemauerte Vertiefung auf, deren Bedeutung noch ungeklärt ist.
Von diesem Hof führt eine Treppe, die über die westlichen Fassaden des dritten und vierten Niveaus springt, auf der Seite auf das höchste Niveau hinauf. Gut vier Stufen höher als dieser Hof liegt ein Sockel, der die Grundfläche des mittleren Teils des ganzen Gebäudes, bildet. Auf dem Sockel, also auf dem dritten Niveau, liegen wiederum an drei Seiten Räume. Die beiden der Zentraltreppe nächstliegenden Räume weisen je einen Portikus aus zwei gemauerten dicken Säulen auf. Von diesem Niveau führte eine nur noch auf dem östlichen Teil erhaltene Treppe zu Räumen auf dem vierten Niveau.
Das vierte Niveau wird beherrscht von einem gewaltigen Schlangenmauleingang, wie er charakteristisch für den Chenes-Stil ist. Er ist als Stuckrelief ausgeführt. Außergewöhnlich ist, dass die wie üblich auf aus der Fassade herausragenden Steinplatten stehenden Figuren vollplastisch ausgeführt sind. Noch ungewöhnlicher sind die in einzelnen Teilen vorhanden, genreartigen Figuren. Dem Chenes-Stil entspricht auch, dass die Fassade mit dem Schlangenmauleingang etwas gegenüber dem restlichen Baukörper vorgesetzt ist und von diesem durch einen schmalen Spalt getrennt ist, der den Eindruck eines getrennten Bauwerkes vermitteln soll.
Das fünfte Niveau ist nur noch in Ansätzen zu erkennen und besteht aus Räumen mit Portikus-Eingang aus dicken, gemauerten Säulen. Das letzte und sechste Niveau existiert nur in der Verlängerung der zentralen Treppe. Es dürfte sich um einen einzigen Raum gehandelt haben, der damit die Funktion eines Tempels erhielt.

### Gebäude 2 und 3
Rechtwinkelig zur Akropolis liegen zwei ähnlich gestaltete (bisher nicht ausgegrabene) Baukomplexe mit 80 und 110 m Längsausdehnung und heute noch über 20 m Höhe. Nur einzelne Wandteile sind über dem Schutt sichtbar. Beide Bauten sind bisher nicht archäologisch untersucht worden.

## Südlicher Hof

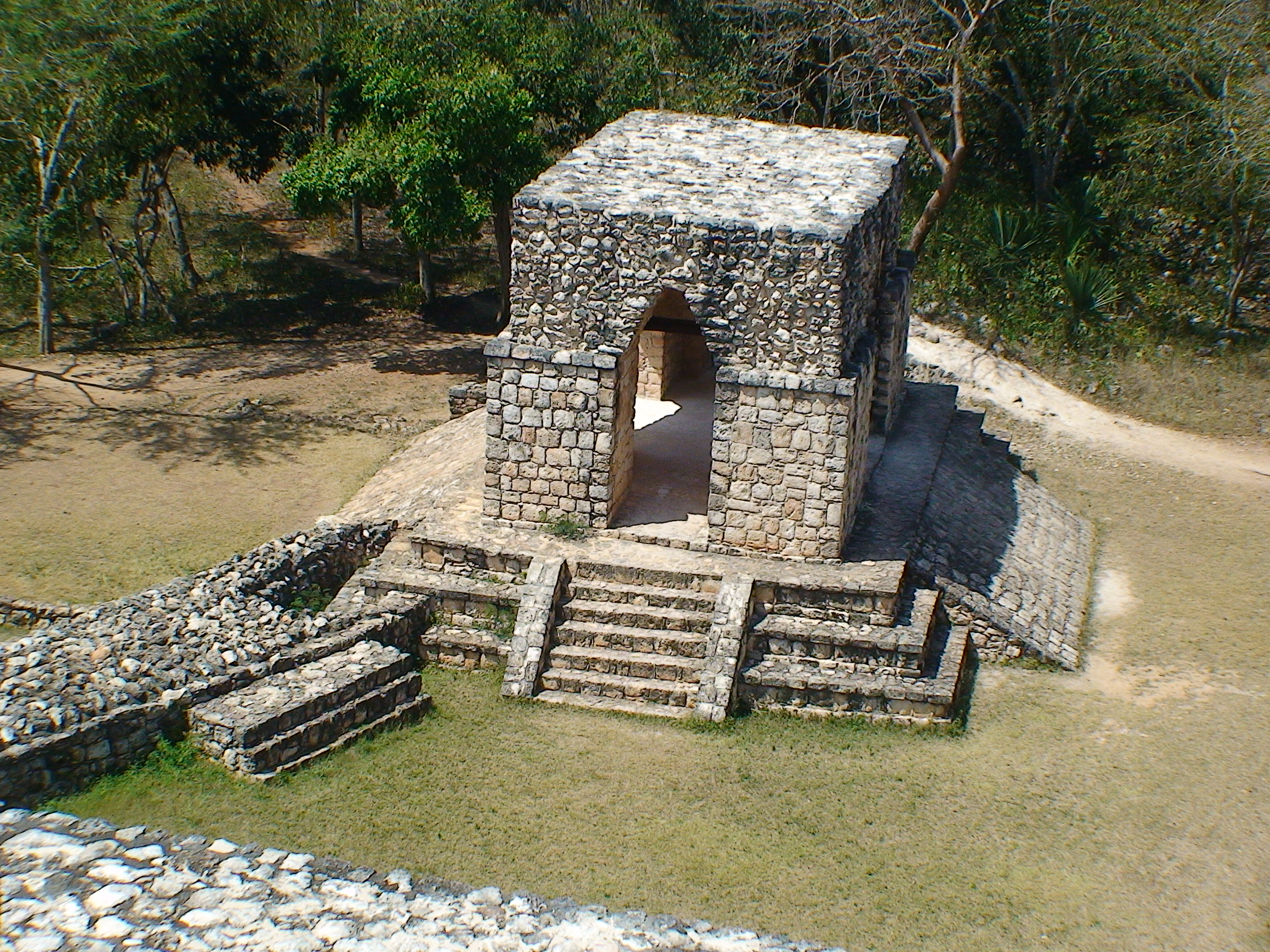
Durchgangsgebäude

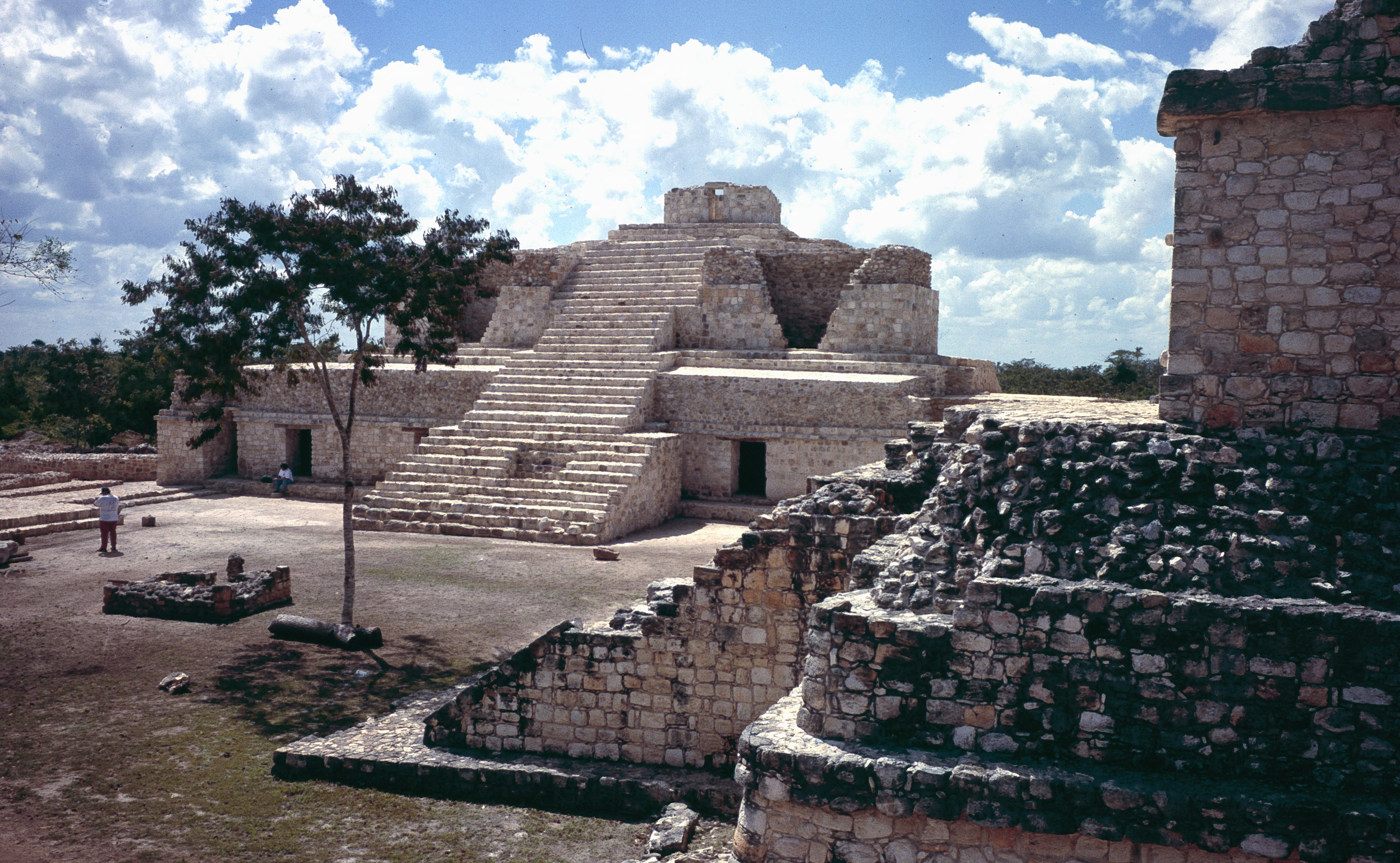
Ovaler Palast

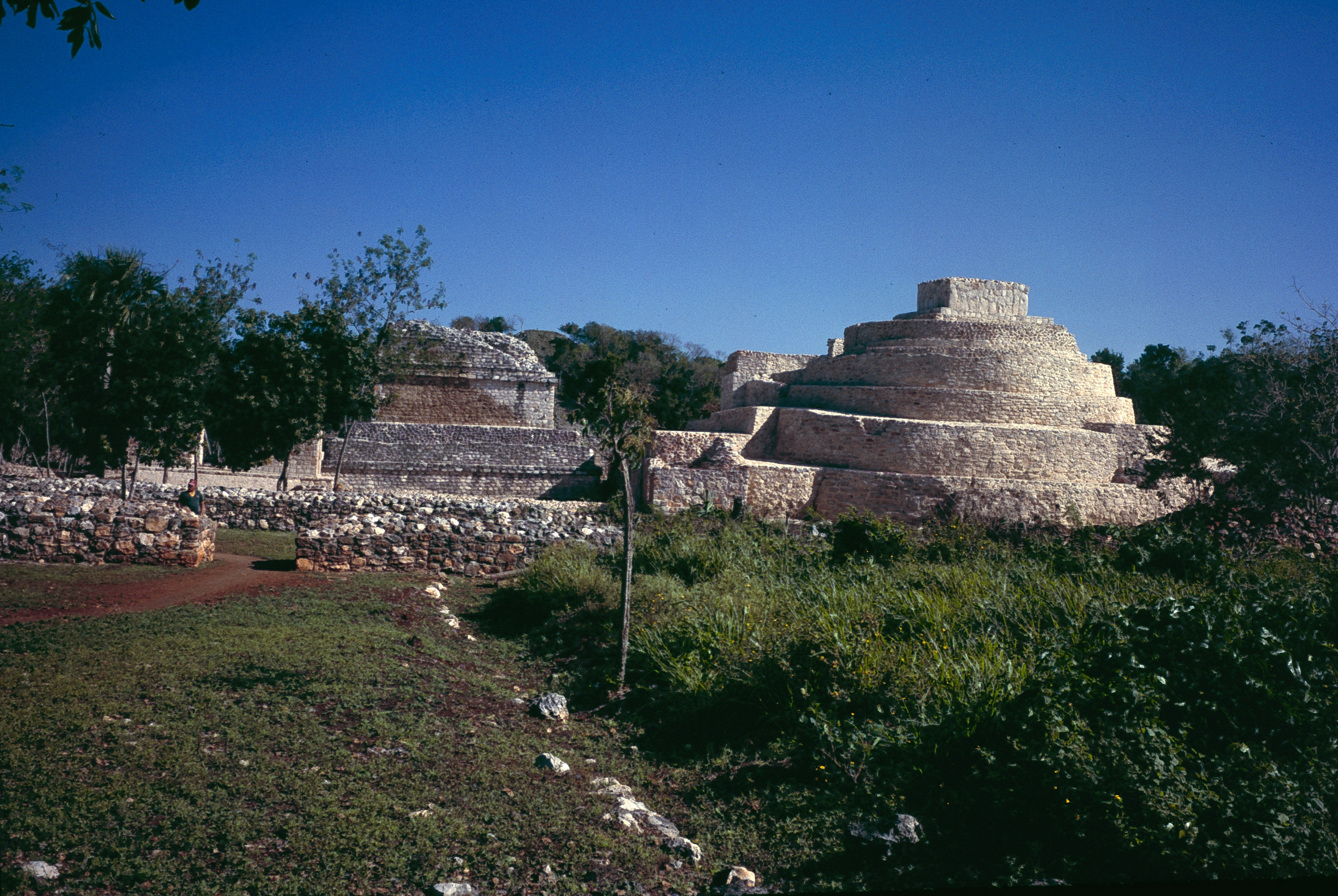
Ovaler Palast, Rückseite

Im Bereich des südlichen Hofes findet sich eine große Zahl sehr unterschiedlicher Bauten, die auch aus unterschiedlichen Zeitabschnitten stammen.

### Gebäude 18
Am stadtseitigen Ende des Sacbé 2, der nach Süden führt, befindet sich auf einem dreistufigen Sockel ein eigenartiges Gebäude, das eigentlich nur aus vier dicken, rechteckigen Mauerteilen besteht, die zusammen einen kleinen Innenraum einschließen, der nach vier Seiten durch schmale bzw. breite Eingänge geöffnet war. In Verlängerung des Sacbé geht man über Rampe zu den breiten Eingängen, auf den anderen Seiten führen Treppen zu den schmalen Eingängen. Der Innenraum war ursprünglich überdeckt, das Gewölbe wurde rekonstruiert.

### Gebäude 16
Neben dem beschriebenen Eingangsbauwerk befindet sich ein komplexes Gebäude, das auch als ovaler Palast bezeichnet wird. Tatsächlich handelt es sich um ein längeres rechteckiges Gebäude, an das sich ein runder Teil anschließt, der in 6 Stufen errichtet worden ist. Während der rechteckige Teil aus Reihen von Räumen auf zwei Niveaus gebildet wird, handelt es sich bei dem runden Teil um einen mächtigen Pyramidensockel, auf dessen oberster Ebene ein kleiner einräumiger Tempel steht, zu dem von Norden her eine breite Treppe hinaufführt.

### Gebäude 17

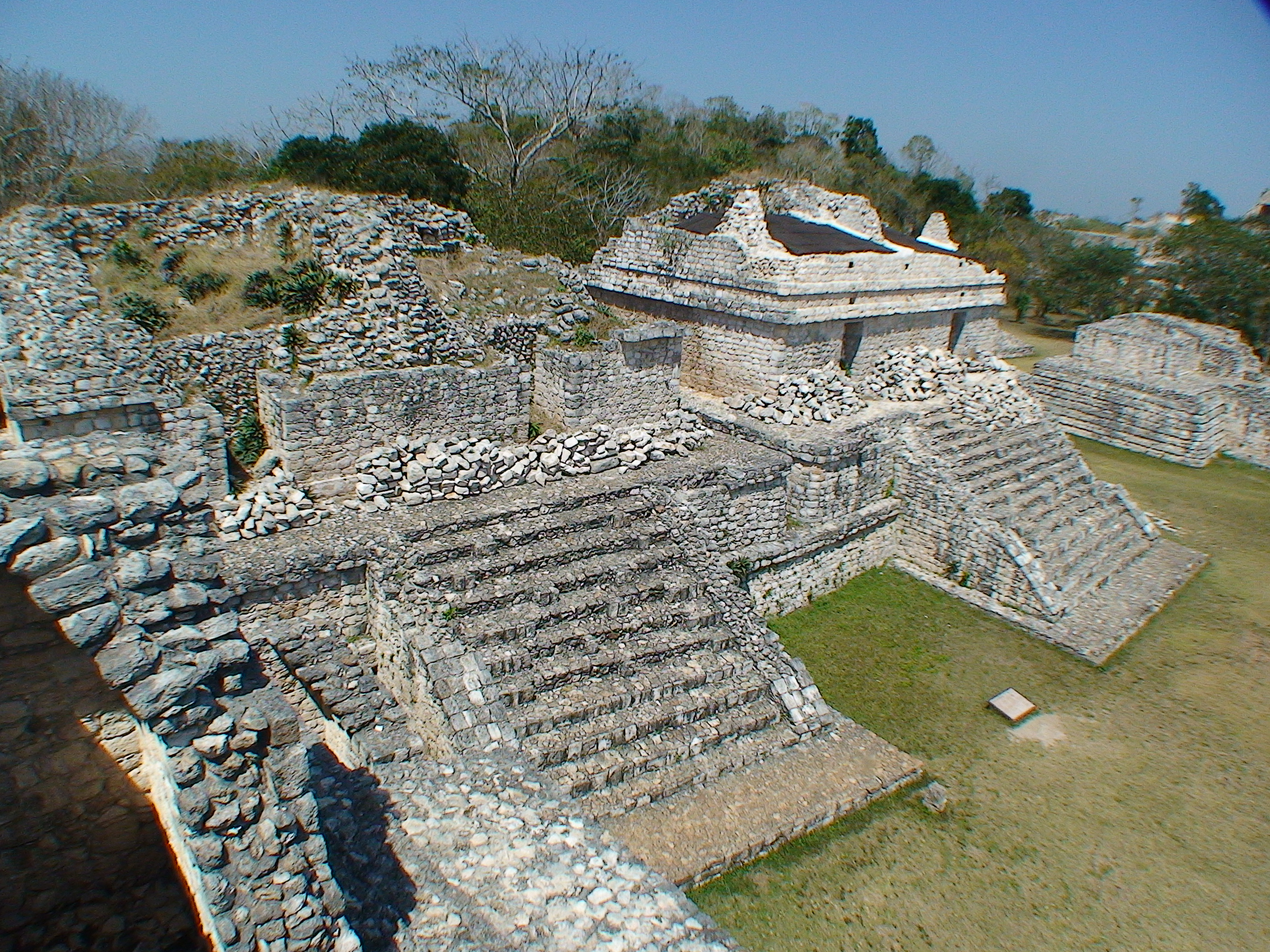
Gebäude 17 (Los Gemelos)

In Verlängerung des Ballspielplatzes befinden sich die Zwillingsbauten, zwei gleichartige Gebäude auf einem hohen Sockel, zu dem von Osten her Treppen hinaufführen. Die Bauten verfügen jeweils nur über zwei schmale Eingänge, die in einen entsprechenden Innenraum führen. Zwischen den beiden Bauten befindet sich ein schmaler Durchgang auf Bodenhöhe. Die Fassade dieser Bauten war ebenfalls mit Stuckdekoration überzogen.

### Ballspielplatz

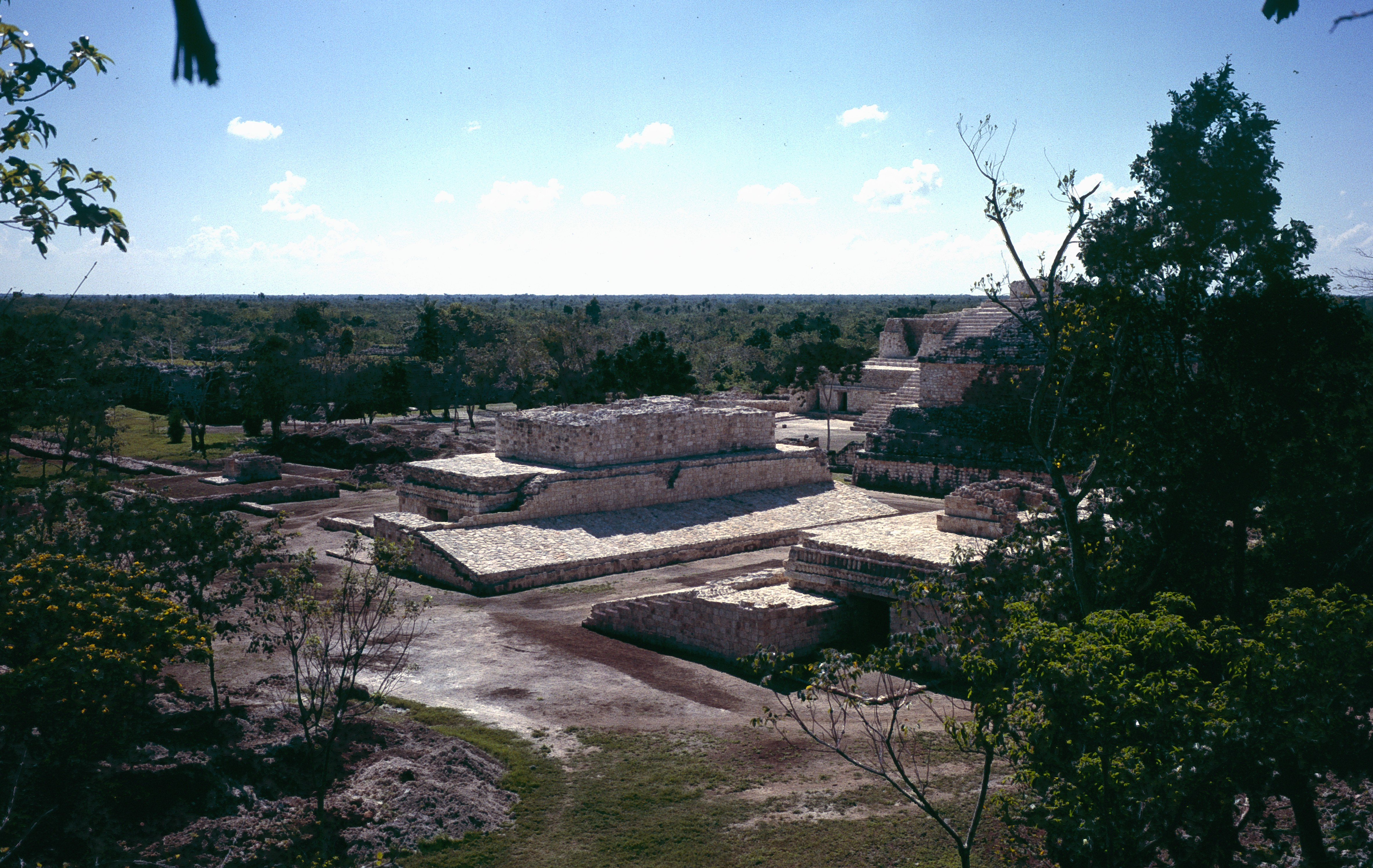
Ballspielplatz

Der ungefähr in Nord-Süd-Richtung verlaufende Ballspielplatz liegt zwischen zwei älteren Gebäuden, deren Räume und Fassaden er teilweise überdeckt. Es handelt sich um einen Ballspielplatz mit sehr breiten Reflex-Schrägen und niedriger vertikaler Begrenzungswand. Auf die älteren Gebäude führte von Osten bzw. von Westen eine Treppe zu einem auf dem Dachniveau gelegenen kleinen Tempelgebäude. Die älteren Bauten zeigen Fassaden, die an den Puuc-Stil erinnern: Sie sind mit niedrigen Säulchen und horizontalen Friesbändern mit schräg gestellten Elementen gestaltet.

### Gebäude 10

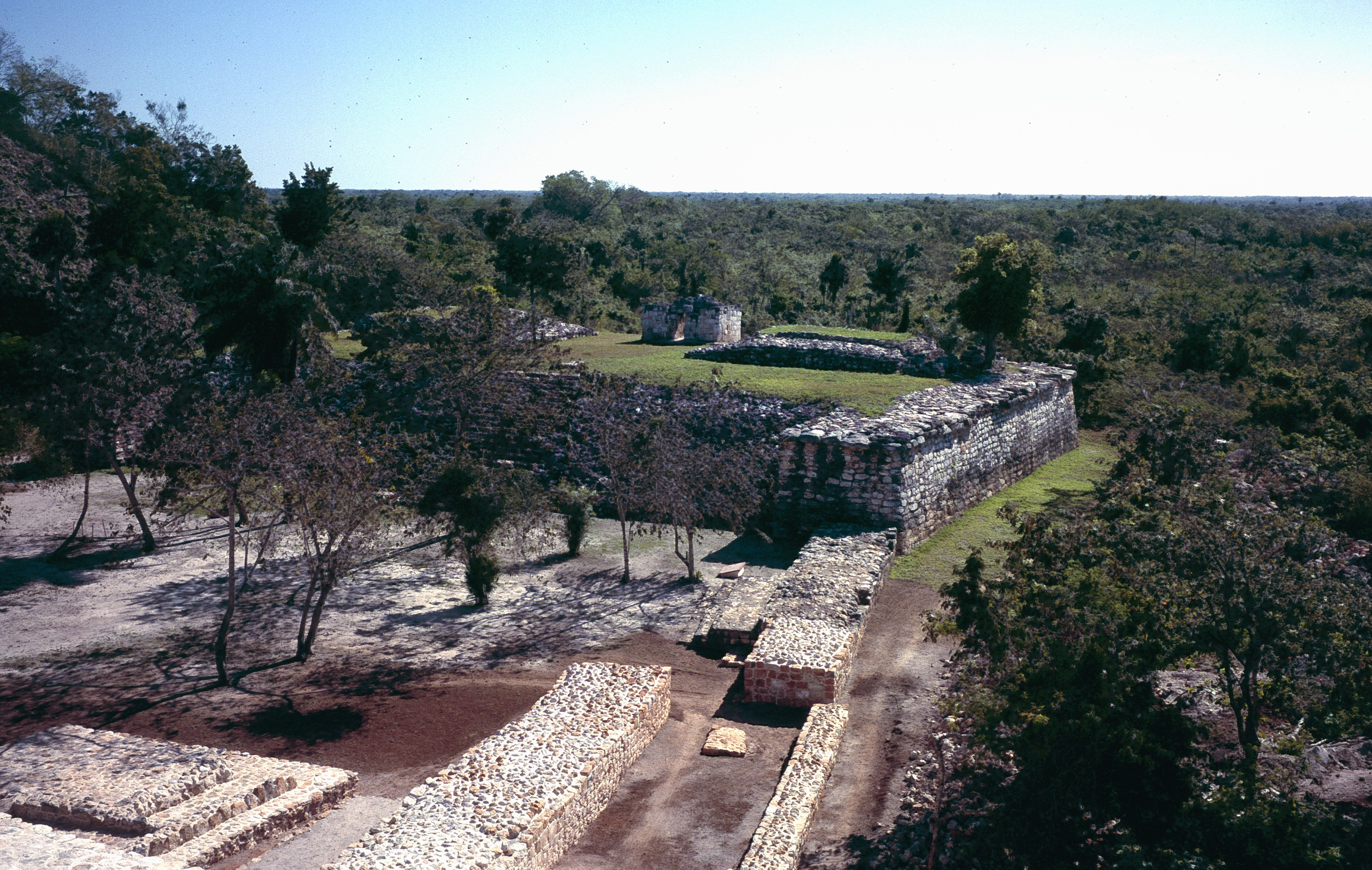
Gebäude 10

Im Südosten des südlichen Hofes liegt eine sehr große Plattform mit sehr breiter eingesenkter Treppe auf der Westseite (nur teilweise rekonstruiert). Auf der Plattform findet sich nur ein besonders kleines und niedriges Tempelgebäude, das deutlich an die kleinen Tempel der Ostküste von Yucatán erinnert.

## Monumente
Die Stele 1 wurde im Jahre 840 n. Chr. durch den Herrscher K’inich Junpik Tok’ K’uh…nal, den letzten König von Ek’ Balam errichtet. Er ist auf dem Flachrelief zu erkennen, in dem er in seiner linken, erhobenen Hand das Szepter des Gottes K'awiil hält, Symbol seiner königlichen Würde. Über seinem Kopf und dem hohen Federkopfschmuck sitzt auf einem Himmelsthron Ukit Kan Lek Tok’, sein Ahne und Gründer der Dynastie von Ek’ Balam.